# Vincenzo Bindi
Vincenzo Bindi (Giulianova, 21 gennaio 1852 – Napoli, 2 maggio 1928) è stato uno storico e umanista italiano.

## Biografia
Vincenzo Bindi nasce il 21 gennaio 1852 a Giulianova, precisamente in un palazzo nobile di proprietà della famiglia, sito nel odierno Corso Garibaldi a Giulianova Alta.
Studiò a Napoli, dove seguì sia il corso di giurisprudenza che quelli di letteratura e filosofia alla Scuola Normale Superiore.

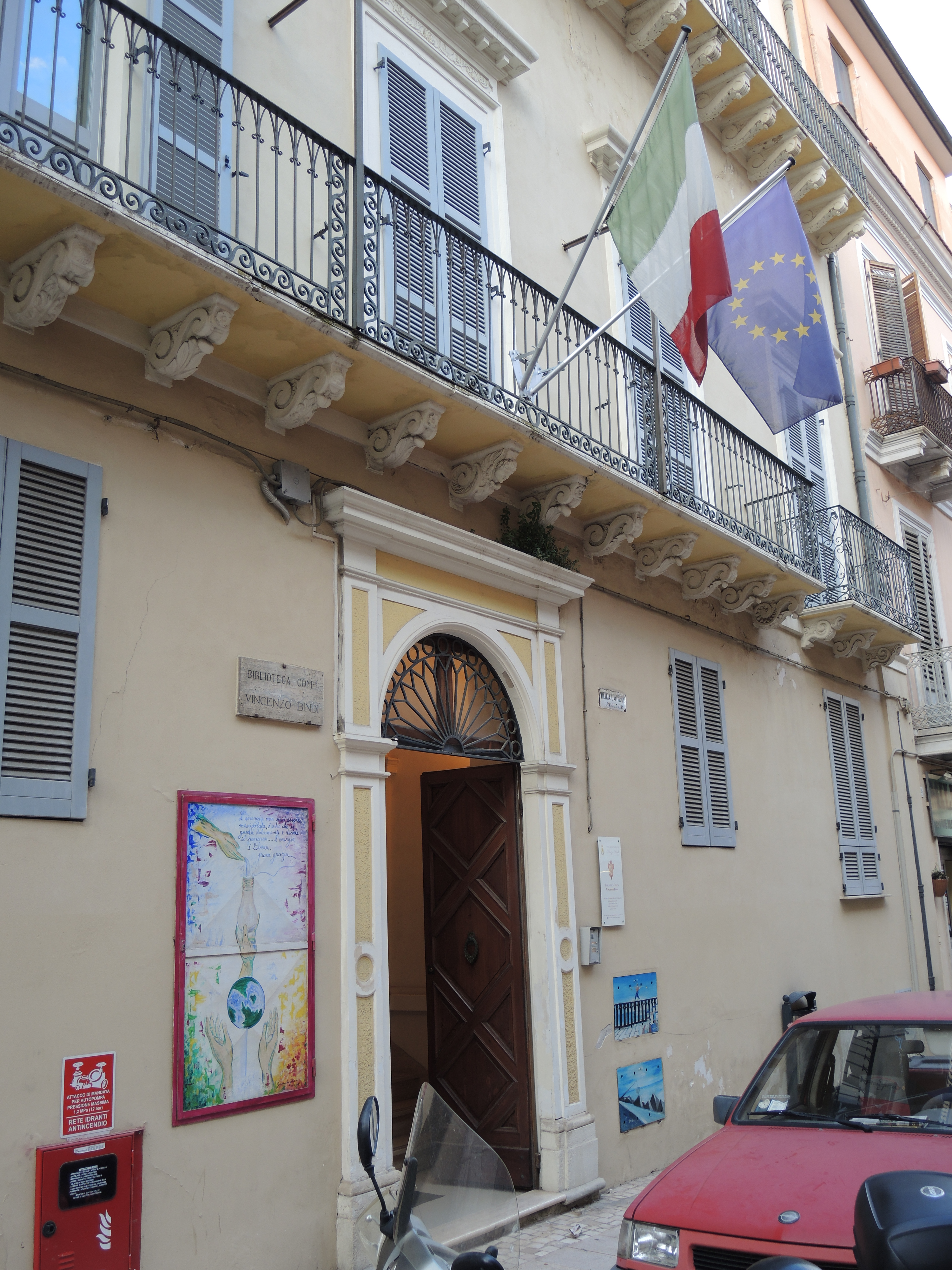
Casa museo Bindi a Giulianova

Nel 1881 ricevette la patente definitiva per l'insegnamento umanistico nelle scuole del Regno, sebbene fino a quel momento avesse ricevuto delle nomine triennali presso il Liceo Ginnasio Pietro della Vigna di Capua. Successivamente insegnò presso il Liceo Mazzocchi di Santa Maria Capua Vetere. Nel 1900, dopo una lunga reggenza interinale, assunse la direzione definitiva della Scuola Normale Femminile di Santa Maria Capua Vetere.
Fu storico dell'arte, particolarmente di quella abruzzese, e nel 1889 pubblicò l'opera Monumenti storici ed artistici degli Abruzzi, dal secolo IV al secolo XVIII che portò ad una valorizzazione culturale dell'intero patrimonio artistico della regione Abruzzo con un testo di circa 1 000 pagine ed un volume di tavole opera di importanti artisti del tempo (Consalvo Carelli, Filippo Palizzi, Valerico Laccetti, Francesco Paolo Michetti, Raffaello Pagliaccetti, Teofilo Patini, Gennaro Della Monica, Costantino Barbella, Pietro Piccirilli, Pasquale Celommi, L. de Laurentiis).
Sposò Rosina Carelli, figlia del celebre pittore Consalvo Carelli, importante rappresentante della cosiddetta "Scuola di Posillipo".
Viaggiò per mezza Europa visitando Inghilterra, Belgio, Paesi Bassi, Germania e Svizzera.
Nel 1911 fu nominato rappresentante del Mandamento di Giulianova nel Consiglio Provinciale di Teramo: Bindi era stimato soprattutto per la sua opera instancabile di valorizzazione dell'Abruzzo e per il suo spessore morale.
Morì a Napoli il 2 maggio 1928. Alla morte lasciò al comune di Giulianova la sua raccolta di opere d'arte, soprattutto dipinti di scuola napoletana, nonché la sua ricca biblioteca, che comprende libri molto rari fra cui due incunaboli e trentadue cinquecentine.
«La collezione io l'ho destinata alla mia dilettissima patria Giulianova. Ho mirato, così facendo, ad assicurare anzitutto la conservazione della parte del mio patrimonio che più mi è cara, sia per le cure ed i sacrifici che mi è costato il raccoglierla, sia per il conforto che, in mezzo ad essa, ho trovato nelle moltissime tristi contingenze della mia vita; ad offrir poi alla gioventù studiosa il mezzo di poter acquistare larghe ed utili cognizioni intorno alla storia importantissima, sotto qualunque aspetto, della nostra nobilissima regione».
Oggi la biblioteca civica e la pinacoteca civica sono a lui intitolate. È sepolto nel cimitero di Giulianova.

## Opere edite
- Artisti Abruzzesi. Pittori scultori architetti maestri di musica fonditori cesellatori figuli, dagli antichi a' moderni. Notizie e documenti,[4] Napoli, De Angelis e figlio tipografi, 1883;
- Monumenti storici ed artistici degli Abruzzi, Napoli, Giannini, 1889, 2 volumi (testo[5] e tavole[6]), Studi di Vincenzo Bindi con prefazione di Ferdinando Gregorovius. Opera corredata da note e documenti inediti, illustrata da duecentoventicinque tavole in fototipia.

## Epistolario
Vincenzo Bindi lasciò oltre duemila lettere, ricevute dai più importanti personaggi della cultura italiana e straniera. Sono oggi depositate a Giulianova, presso la Biblioteca a lui intitolata e raccolte in 27 cartelle.